# Каспар фон Хоенемс
Каспар фон Хоенемс (на немски: Kaspar Graf von Hohenems; * 1 март 1573, Алт-Емс при Хоенемс; † 10 септември 1640, Хоенемс) е имперски граф на Хоенемс в Западна Австрия.

## Живот
Той е син на граф Якоб Ханибал I фон Хоенемс (1530 – 1587) и съпругата му първата му братовчедка Ортензия Боромео (1550 – 1578), сестра на кардинал Карло Боромео (1538 – 1584), архиепископ на Милано.
Баща му умира, когато е на 14 години, и Каспар е под опекунството на чичо му граф Маркус Зитикус фон Хоенемс (1533 – 1595), епископ на Констанц (1561 – 1589). Брат му Маркус Зитикус (1574 – 1619) е архиепископ на Залцбург (1612 – 1619).
През 1589 г. Каспар става кемерер при ерцхерцог Фердинанд фон Тирол. От 1603 до 1610 г. Каспар се занимава с реновирането на дворец Хоенемс, построява през 1607 г. капелата „Св. Рохус“ с благодарност за излекуването му от чумата.
От 1607 до 1614 г. Каспар е щатхалтер на Блуденц и Зоненберг. На 23 март 1613 г. той купува за 200 000 „цюнфта“ графството Вадуц и господството Шеленберг от граф Карл Лудвиг фон Зулц. През 1617 г. Каспар издава документ за закрила на евреите, изгонени от австрийското Маркграфство Бургау. През 1620 г. той без успех прави опит да създаде „сепаратна държава“ за земите му, които се намират между Швейцария и Австрия.
Каспар умира на 66 години на 10 януари 1640 г. в Хоенемс. Мраморният му саркофаг се намира в църквата „Св. Карл“ в Хоенемс. Наследник на Каспер е синът му Якоб Ханибал от първия брак. Наследниците на Каспер са до 1699 г. владетели на Шеленберг и до 1712 г. на Вадуц. Двете господства са купени от Йохан Адам Андреас, Гюрст фон и цу Лихтенщайн.

## Фамилия
Първи брак: на 15 май 1592 г. в Роверето с фрайин Елеонора Филипина фон Велшперг и Примьор (* 1573; † 14 януари 1614 при раждане), внучка на фрайхер Зигизмунд III фон Велшперг-Примьор († 1552), дъщеря на фрайхер Кристоф IV Зигмунд фон Велшперг-Лангенщайн-Примьор († 1580), и фрайин Ева Доротея Луция фон Фирмиан († 1585). Те имат 12 деца:
- Анна Мария фон Хоенемс (* 8 март 1594; † 4 октомври 1621, Инсбрук), омъжена на 7 октомври 1618 г. за граф Фердинанд фон Волкенщайн-Роденег
- Якоб Ханибал II фон Хоенемс (* 20 март 1595; † 10 април 1646), граф на Хоенемс във Вадуц, Шеленберг и Хоенемс, женен I. на 1 ноември 1616 г. за принцеса Анна Сидония фон Тешен-Грос-Глогау (* 2 март 1598; † 13 март 1619), дъщеря на херцог Адам Венцел фон Тешен, II. на 9 декември 1619 г. за графиня Франциска Катарина фон Хоенцолерн-Хехинген († 16 юни 1665), дъщеря на 1. княз Йохан Георг I фон Хоенцолерн-Хехинген
- Хортензия фон Хоенемс (* 27 март 1596; † 6 август 1645)
- Георг Зигмунд фон Хоенемс (* 15 април 1597; † 20 юли 1597)
- Доротея фон Хоенемс (* 13 ноември 1598; † лятото 1666, погребана в Блуденц), омъжена на 2 февруари 1641 г. за фрайхер Франц Андреас фон Райтенау цу Хофен (* 1 декември 1602; † 1658, Италия)
- Маркс Зитих фон Хоенемс (* 5 май 1600; † 23 август 1600)
- Маркс Зитих фон Хоенемс (* 21 март 1601; † 21 март 1601)
- Цецилия фон Хоенемс (* 10 март 1604; † 10 октомври 1605)
- Кристина фон Хоенемс (* 8 март 1605; † 8 март 1605)
- Франц Мария фон Хоенемс (* 20 август 1608; † пр. 7 октомври 1642), граф на Хоенемс, господар във Вадуц и Шеленберг, женен на 9 февруари 1642 г. за фрайин Хедвиг фон Раминг цу Ронег († сл. 1642); те живеят в дворец Вадуц
- Мария Клара фон Хоенемс (* 22 август 1610; † 14 февруари 1662)
- Елеонора фон Хоенемс (* 9 януари 1612; † 6 май 1675), омъжена ноември 1631 г. за граф Йохан Георг фон Кьонигсег-Аулендорф (* 1604; † 11 февруари 1666, Инсбрук)

Втори брак: на 3 април 1614 г. в Бухау за Анна Амалия фон Зулц (* 1593; † 26 април 1658, Валдсхут), дъщеря на граф Карл Лудвиг фон Зулц (1568 – 1616) и графиня Доротея Катарина фон Сайн (1562 – 1609), дъщеря на граф Адолф фон Сайн (1538 – 1568) и графиня Мария фон Мансфелд-Айзлебен (1545 – 1588). Те имат двама сина:
- син фон Хоенемс (1616 – 1616)
- Франц Леополд фон Хоенемс (* 1619; † 6 декември 1642), граф на Хоенемс, господар на Галарате, домхер в Констанц (1633), Аугсбург и Залцбург (1634)